# Nepri
Dans la mythologie égyptienne, Nepri (ou Neper) est le dieu protecteur du grain. Il est représenté sous les traits d'un homme à la peau constellée de grains de blé.
Le blé étant la principale nourriture des égyptiens de l'Antiquité, la protection des grains de blé contre les intempéries et les rongeurs était une question vitale.